# Parafia św. Wojciecha w Jabłonowie Pomorskim
Parafia św. Wojciecha w Jabłonowie Pomorskim – parafia rzymskokatolicka w diecezji toruńskiej, w dekanacie Jabłonowo Pomorskie, z siedzibą w Jabłonowie Pomorskim. Erygowana w 1445 r. Mieści się we wsi Jabłonowo Zamek.
Przy parafii swoją działalność prowadzą: Żywy Różaniec, „Caritas”, Akcja Katolicka.

## Historia
- 1445 – najstarsza informacja o parafii. Od 1945 do 23 kwietnia 1978 roku kościołem parafialnym był kościół poewangelicki (Kościół Chrystusa Króla w Jabłonowie Pomorskim).

## Miejscowości należące do parafii
- Budziszewo, Bukowiec (nry 1-6, 9 i 91-95), Jabłonowo-Zamek, Jaguszewice, Piecewo (prawa strona)

## Ulice należące do parafii
- Dorzeczna, Grudziądzka, Osiedle Jabłonki, Parkowa